# Mograne
Mograne (franska: Mograne (CR), Mograne (Commune Rurale), arabiska: عامر السفلية) är en kommun i Marocko.   Den ligger i provinsen Kénitra och regionen Rabat-Salé-Kénitra, i den norra delen av landet, 70 km nordost om huvudstaden Rabat. Antalet invånare är 26 966.